# Marek Piotrowski
Marek Piotrowski (* 25. April 1959) ist ein polnischer Basketballtrainer.

## Laufbahn
Mit seiner Frau Mariola verließ er das Heimatland Polen und kam nach Oberhausen, wo seine Frau Basketball spielte und er als Basketballtrainer arbeitete. Es folgten Engagements als Trainer bei der Turngemeinde „Zur roten Erde“ von 1848 Schwelm, bei der er von 1991 bis 1993 die Herrenmannschaft in der 2. Regionalliga betreute, bei den Regionalliga-Herren der BG Dorsten und den Bundesliga-Damen des VfL Bochum, mit denen er auch im Europapokal antrat.
2001 übernahm er das Amt des Cheftrainers bei der Damenmannschaft des Herner TC und führte den HTC von der Landesliga in die Bundesliga. Der Aufstieg in die höchste deutsche Spielklasse gelang 2007. Als Aufsteiger verpasste er mit dem HTC im Spieljahr 2007/08 den Klassenerhalt, blieb aber nach einem Beschluss der DBBL-Vereine in der Bundesliga.
2011 stieg er mit dem HTC aus der Bundesliga ab und in der Folgesaison 2011/12 wieder auf. Im November 2012 reichte Piotrowski seinen Rücktritt als Herner Trainer ein, kehrte im Februar 2013 aber ins Amt zurück. Im Spieljahr 2018/19 führte er den HTC zum Gewinn des jeweils ersten deutschen Meistertitels und Pokalsieges der Vereinsgeschichte. Piotrowski wurde als bester Bundesliga-Trainer der Saison 2018/19 ausgezeichnet. 2022 gewann Piotrowski mit Herne wieder den deutschen Pokalwettbewerb. In der Sommerpause 2024 zog er sich als Herner Cheftrainer zurück, blieb bei dem Bundesligisten aber als Sportlicher Leiter und Assistenztrainer tätig.